# 임호준
임호준(1979년 1월 23일 ~ )은 대한민국의 배우이다.

## 출연작

### 영화
- 《진주의 진주》 (2024년)
- 《더 납작 엎드릴게요》 (2024년) - 안 과장 역
- 《벗어날 탈 脫》 (2024년) - 영목 역
- 《복지식당》 (2022년) - 고병호 역
- 《태어나길 잘했어》 (2022년) - 사촌 오빠 역
- 《그 노래를 찾아라》 (2021년)
- 《열아홉》 (2021년) - 성현 아빠 역
- 《흩어진 밤》 (2021년) - 승원(아빠) 역
- 《관계의 가나다에 있는 우리는》 (2021년) - 이인근 역
- 《그 표정》 (2020년) - 영걸 역
- 《신의 딸은 춤을 춘다》 (2020년)
- 《입천장 까지도록 와그작》 (2020년)
- 《잔칫날》 (2020년) - 선배 형사 역
- 《야구소녀》 (2020년) - 담임 역
- 《이장》 (2020년) - 이장업체 직원 역
- 《지푸라기라도 잡고 싶은 짐승들》 (2020년) - 주점 지배인 역
- 《서스피션》 (2019년)
- 《공명선거》 (2019년)- 사무장 역
- 《상팔자》 (2019년)
- 《내가 사는 세상》 (2019년) - 최 실장 역
- 《손이 많이 가는 미미》 (2018년) - 김 팀장 역
- 《여자의 아내》 (2018년) - 식당 손님 역
- 《미나》 (2018년) - 아들 역
- 《선화의 근황》 (2018년) - 박 과장 역
- 《물속에서 숨 쉬는 법》 (2017년) - 동료직원 역
- 《맥북이면 다 되지요》 (2017년) - 소 업자 역
- 《나만 없는 집》 (2017년) - 담임선생님 역
- 《임금님의 사건수첩》 (2017년) - 가락국어부 8 역
- 《연애경험》 (2016년) - 독서회원 3 역
- 《무서운 이야기 3: 화성에서 온 소녀》 (2016년) - 전령 역
- 《밤에 활동하는 동물 공략법》 (2015년) - 수상남 역

### 드라마
- 《이로운 사기》 (2023년, tvN) - 경찰 출신 개발자 역
- 《브로젝트》 (2018년, 웹드라마) - 박창수 역
- 《막돼먹은 영애씨 14》 (2015년, tvN)

## 수상
- 2020년 제15회 대한민국대학영화제 연기상